# Gundelfingen an der Donau
Gundelfingen an der Donau (Swabian: Gundelfinga) là một thị trấn thuộc huyện Dillingen, bang Bayern, Đức. Với khoảng 8.000 dân, nơi đây nằm bên sông Danube (Donau), giữa Stuttgart, Munich và Augsburg (vĩ độ 48° 33" 15' và kinh độ: 10° 22" 9'). 

## Thư viện ảnh

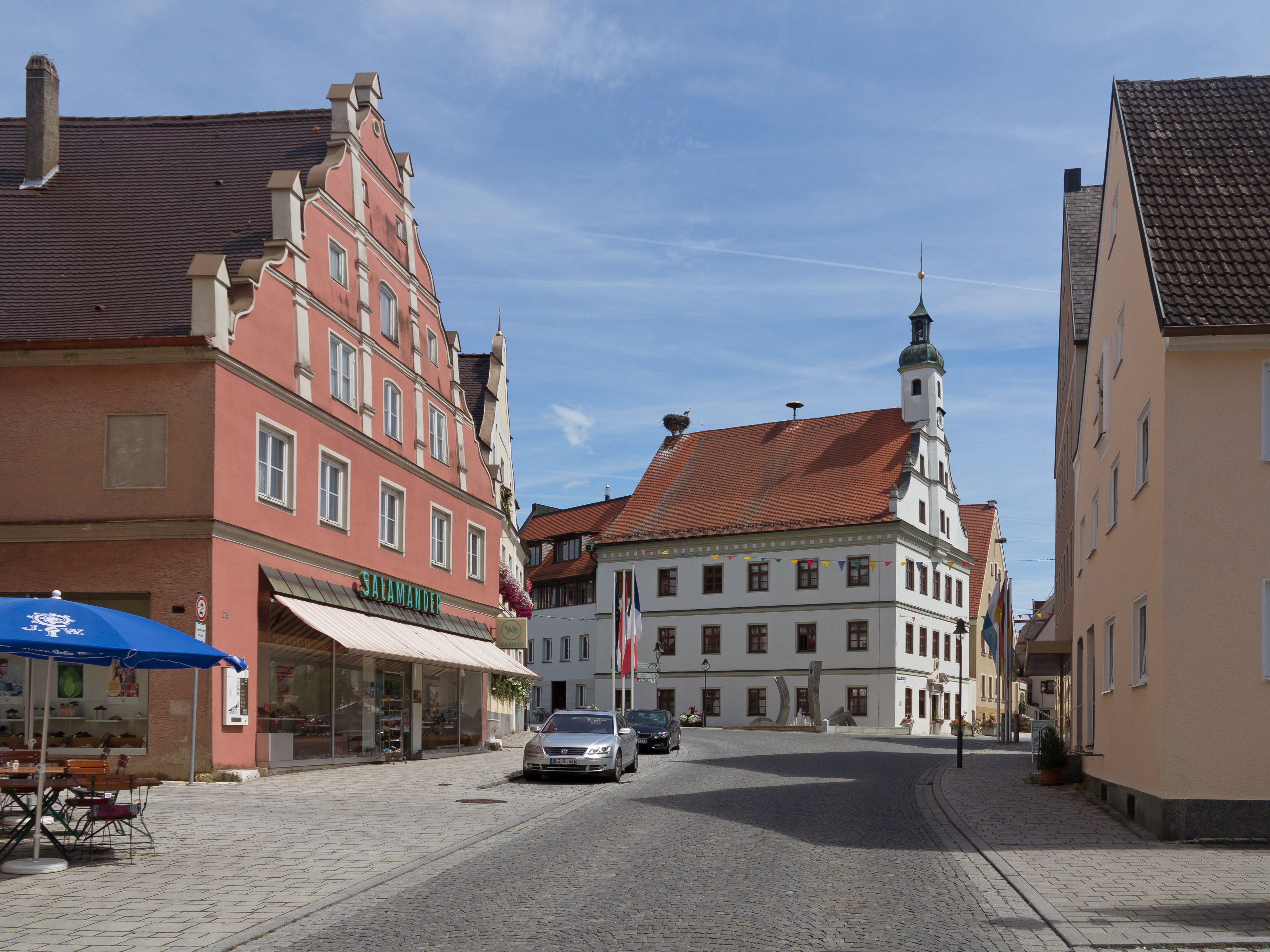
Das Bürgerhaus và tòa thị chính

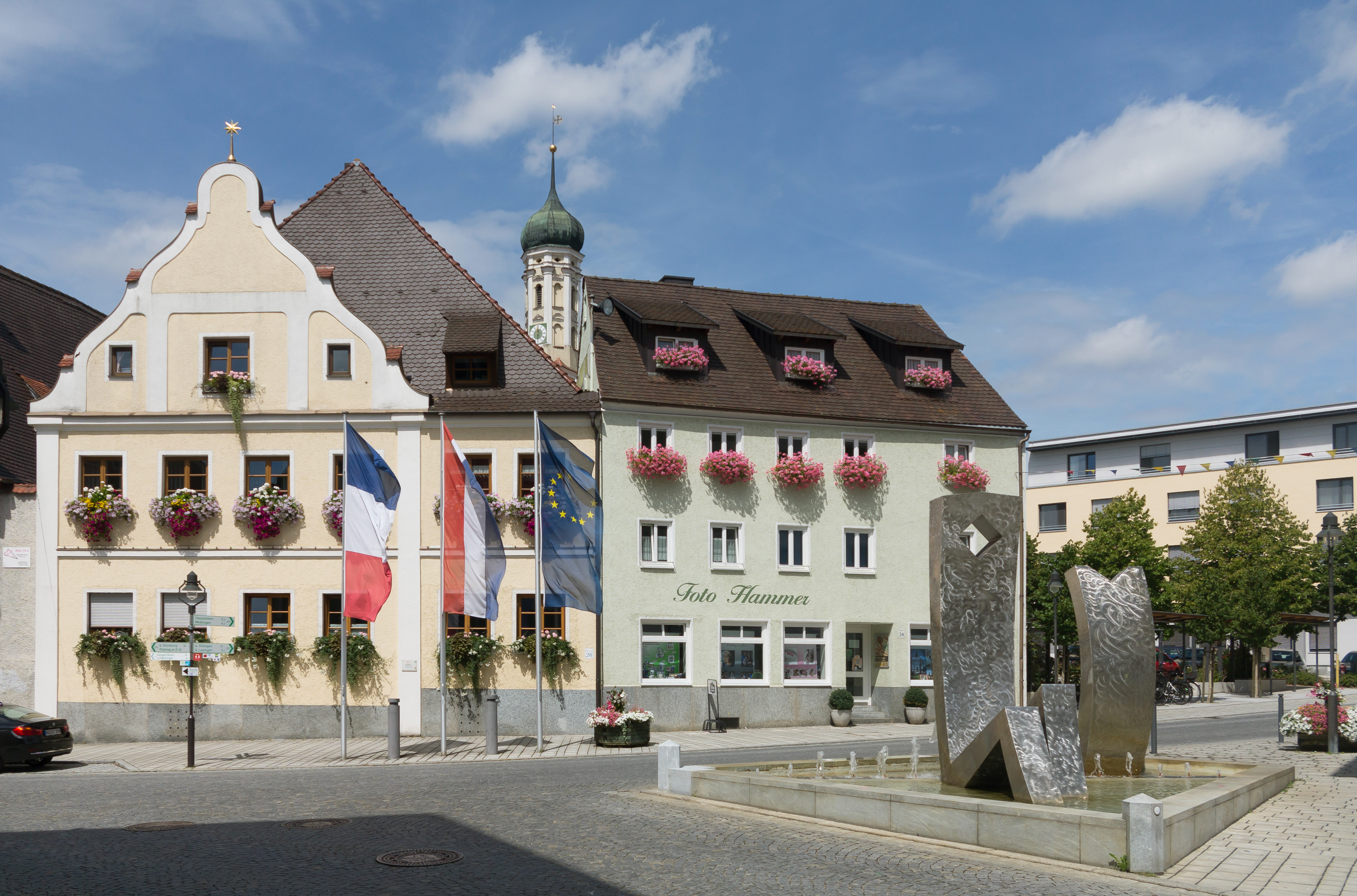